# Giuseppe Passi
Giuseppe Passi (Ravenna, 13 ottobre 1569 – San Michele di Murano, circa 1620) è stato uno scrittore italiano.
Nella sua città natale di Ravenna fu membro dell'Accademia degli Informi dove si faceva chiamare l’Ardito, e successivamente dell'Accademia dei Filoponi a Faenza e dell'Accademia dei Ricovrati a Padova.
È noto soprattutto per il suo trattato Dei donneschi difetti, pubblicato nel 1598, in cui misoginisticamente sostiene la naturale inferiorità delle donne rispetto agli uomini e analizza minuziosamente i numerosi vizi che attribuisce al sesso femminile. L'opera provocò di rimando un acceso dibattito protofemminista, con l'immediata replica di Lucrezia Marinella (La nobiltà et l'eccellenza delle donne co' difetti et mancamenti de gli uomini, 1600), e di altri scrittori tra cui Muzio Manfredi e Girolamo Pallantieri, che scrissero anch'essi in lode delle donne, e con la pubblicazione postuma del trattato Il merito delle donne di Moderata Fonte. Nel 1601 la stessa Accademia degli Informi prese le distanze dall'opera. Successivamente il Passi, forse pentito, o su pressione dell'Accademia, rivide le sue posizioni prima col trattato Dello stato maritale, in cui difendeva l'istituzione del matrimonio elogiando le donne maritate, e poi con i due tomi de La monstruosa fucina delle sordidezze de gl’huomini, in cui con altrettanta ferocia dialettica attaccava i vizi degli uomini. Tutte queste opere ottennero comunque un buon successo di pubblico, venendo ristampate più volte.
Nel 1616, forse anche in cerca di maggiore tranquillità dopo le accese polemiche che aveva scatenato, ancora non del tutto sopite, si ritirò nel monastero camaldolese di San Michele, sull'isola omonima situata tra Venezia e Murano, prendendo i voti col nome religioso di Pietro. Passò poi al monastero di Fonte Avellana nelle Marche, dove insegnò teologia per due anni, e quindi al monastero di sant'Ippolito a Faenza, per tornare infine a San Michele, dove morì intorno al 1620. Scrisse anche un trattato di magia.

## Opere
- I donneschi diffetti, Venezia, 1598, ristampato 1599, 1600, 1618
- Dello stato maritale, Venezia, 1602, ristampato 1610
- La mostruosa fucina delle sordidezze de gl’huomini, Venezia, 1603
- La continuazione della mostruosa fucina delle sordidezze de gl’huomini, Venezia, 1609
- Della magica arte, ovvero della magia naturale, dove si mostra, che le maraviglie, che si dicono di essa, possono succedere naturalmente, e che il mago può lecitamente usarla, Venezia, 1614